# スザンナ (ダニエル書)

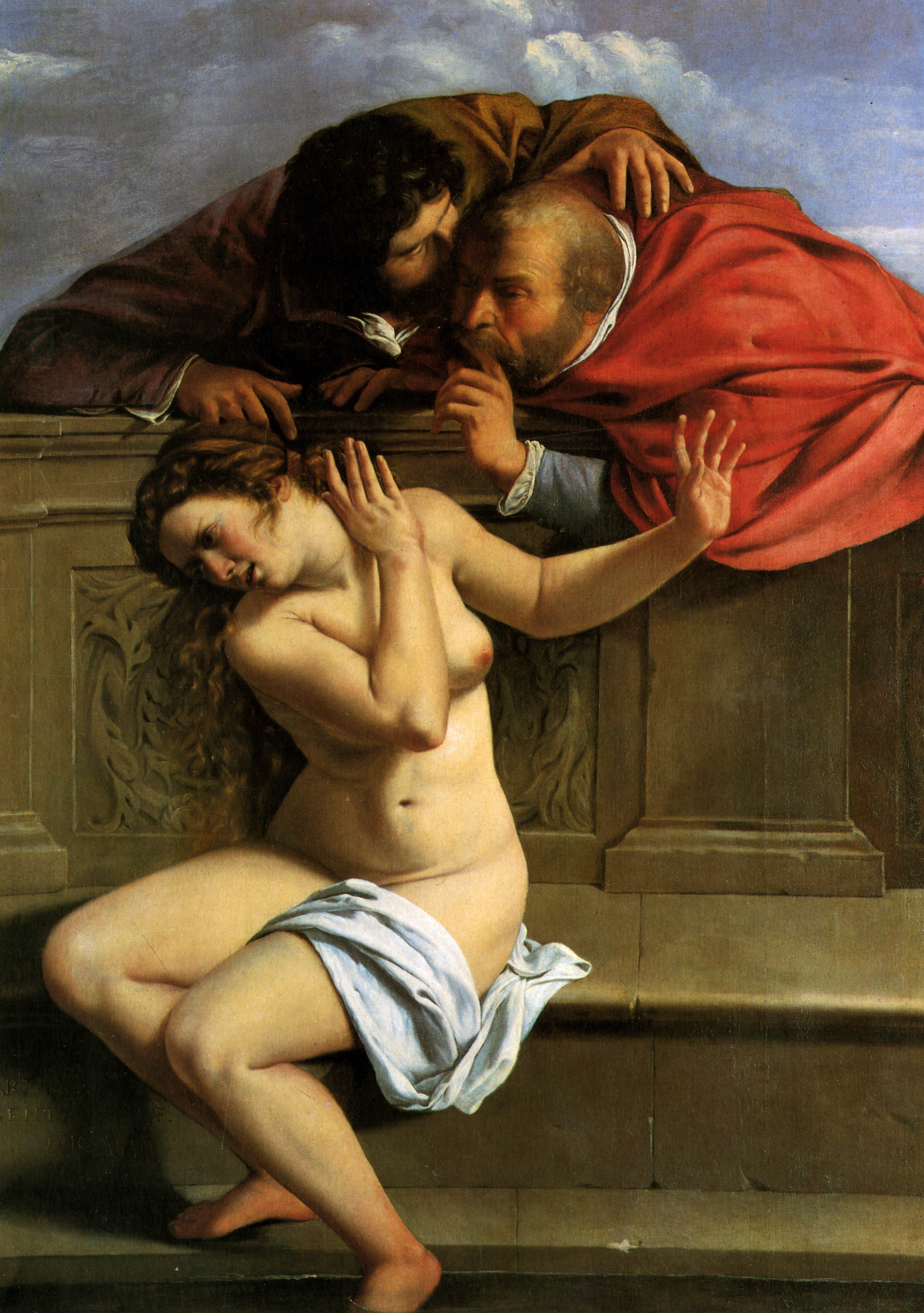
アルテミジア・ジェンティレスキによる「スザンナと長老たち」

スザンナ（ヘブライ語: שׁוֹשַׁנָּה、英語: Susanna）は、プロテスタントからは典拠が疑わしいと考えられているが、カトリック教会及び正教会によってダニエル書第13章に加えられたダニエル書補遺の3つの短編の内の1つである。イングランド国教会における39信仰箇条では、第6箇条に記載されているが正式な経典とは見なさないとしている。ユダヤ教では道徳的な物語と認めてはいるが、タナハには加えられていない。

## 物語
この物語では正当なヘブライ人の人妻が、性欲を持て余したのぞき屋によって、いわれのない告発をされる。人払いをして庭で水浴する美しいスザンナ（ヘブライ語ではショシャーナ）を2人の好色な長老たちが密かに見つめていた。彼女が家へ戻ろうとした時、長老たちは彼女の前に立ちはだかり、「我々と関係しなければ、お前が庭で青年と密会していたと告発する」と言って脅迫した。
スザンナはこれを拒絶したために脅迫通り逮捕され、ダニエルという青年が異を唱えた時には混乱の内に死罪に処されようとしていた。ダニエルが2人の長老から別々に詳細を尋ねると、スザンナがその下で恋人に逢っていたと主張する木の名前が一致しなかった。1人目は彼らが乳香樹（Pistacia lentiscus）の下にいたと言い、2人目はカシの木の下にいたと主張した。乳香樹（カンラン科の低木）とカシ（ブナ科の高木）では大きさに著しい違いがあり、長老たちが虚偽の証言をしている事はその場の誰の目から見ても明白であった。不正な告発者は処刑され、美徳が勝利を収めた。
ギリシャ語のテキストにおけるダニエルの反対尋問のくだりには、長老たちが語った木の名前と「切る」「切り倒す」をかけた駄洒落が含まれており、これはこの短編がヘブライ語やアラム語のテキストには存在しなかった事の証明として挙げられた。しかし駄洒落に使用された単語は原語においても充分に響きが似通っていると主張する研究者もいる。アンカーバイブルは「yew（イチイ）」と「hew（切る）」、そして「clove（チョウジノキ）」と「cleave（切り倒す）」を用いて英語に置き換えている。また他の研究者は駄洒落はギリシアの翻訳者によって書き加えられたもので、原書には存在しなかったと主張する。
ギリシア語のテキストは2種類が残存している。七十人訳はキージ写本でのみ見られる。テオドティオン版はローマ・カトリック教会の聖書で見る事ができる。これらはダニエル書の部分と考えられ、旧約聖書稿本のダニエル書の冒頭に置かれた。ヒエロニムスは、この物語をヘブライ語聖書で見つける事が出来ないという指摘と共にダニエル書の最後に置いた。セクトゥス・ユリウス・アフリカヌス (Sextus Julius Africanus) は、これを除外した。ヒエロニムスはヴルガータを翻訳する際、この節を正典には含まれない寓話と見なした。彼の序論では「スザンナ」はダニエル書の原書のようにヘブライ語で書かれず、ギリシア語で書かれているため正典として認められない追加文書であると指摘されている。オリゲネスはこれを外典ではなく、何らかのユダヤの慣習により隠匿されたものと見ている。古い時代には物語に対するユダヤ人による言及が全く存在しない。

## 芸術におけるスザンナ
この物語は1500年頃から数多くの絵画に描かれてきた。著名な裸体の女性の絵を依頼されたためという可能性は少なからずある。物語を強調した構図もあれば、裸婦に焦点をあてた作品も存在する。例えばフランチェスコ・アイエツによる19世紀の作品（ロンドン・ナショナル・ギャラリー）には長老たちは全く描かれていない。
スザンナはウォレス・スティーヴンズによる詩『ピアノを弾くピーター・クインス (Peter Quince at the Clavier)』の主題となっている。この詩はアメリカの作曲家ドミニク・アージェント (Dominick Argento) とカナダのジェラード・バーグにより曲を付けられた。
ゲオルク・フリードリヒ・ヘンデルは1749年に英語のオラトリオ『スザンナ (Susanna)』を書いた。カーライル・フロイド (Carlisle Floyd) により書かれた20世紀のアメリカ合衆国南部を舞台とするアメリカのオペラ『スザンナ』もこの物語に着想を得ている。但しハッピーエンドではなく、長老は実際にスザンナを誘惑する偽善的な旅の伝道者に置き換わっている。

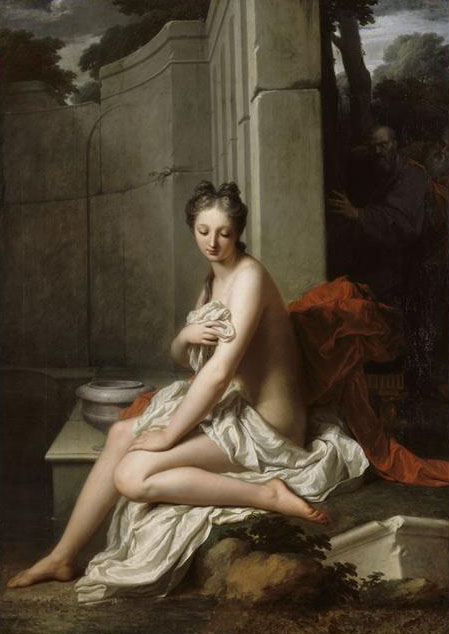
ジャン＝バティスト・サンテールによる「水浴のスザンナ」
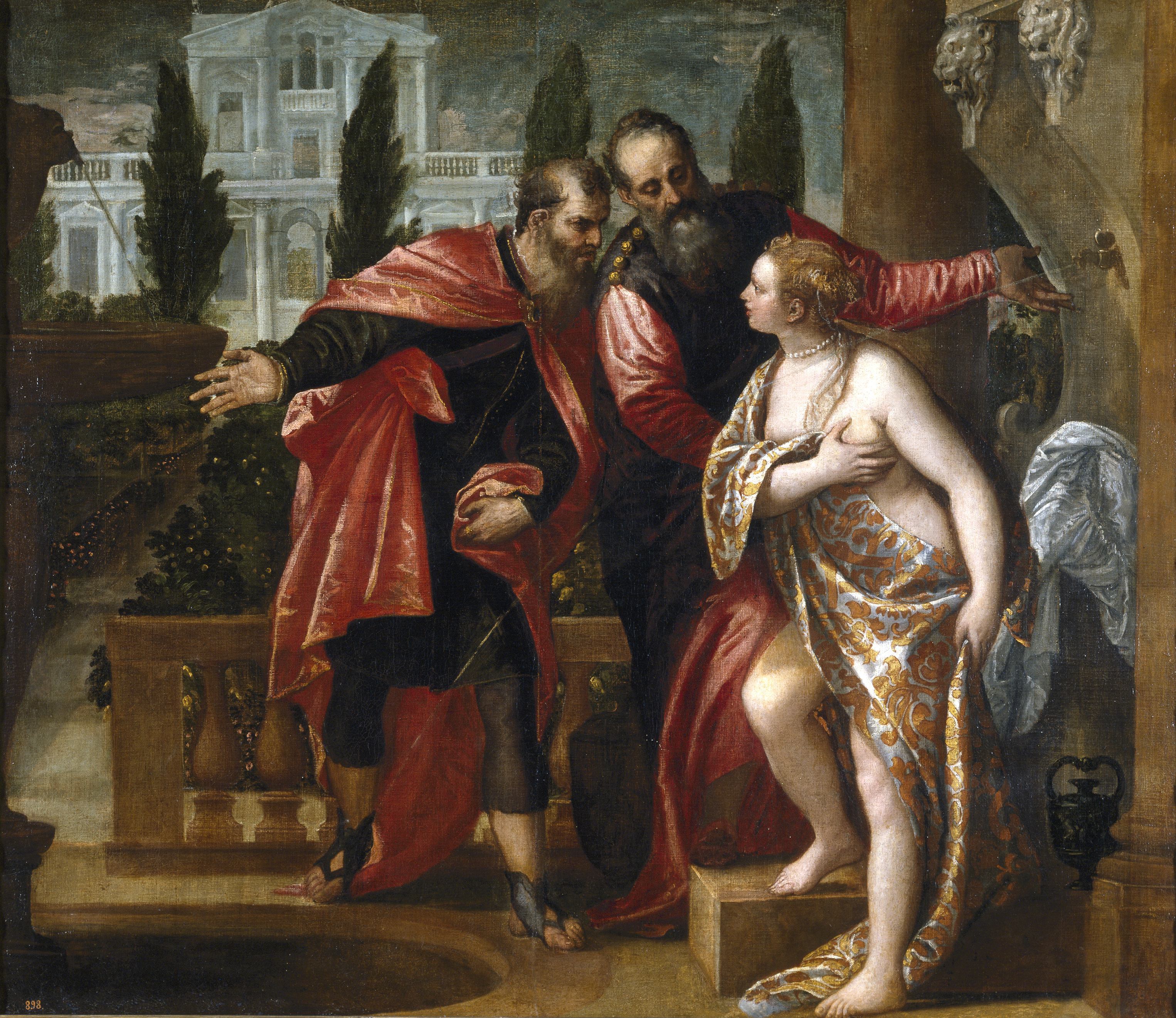
パオロ・ヴェロネーゼによる『スザンナと長老たち』、プラダ美術館所蔵
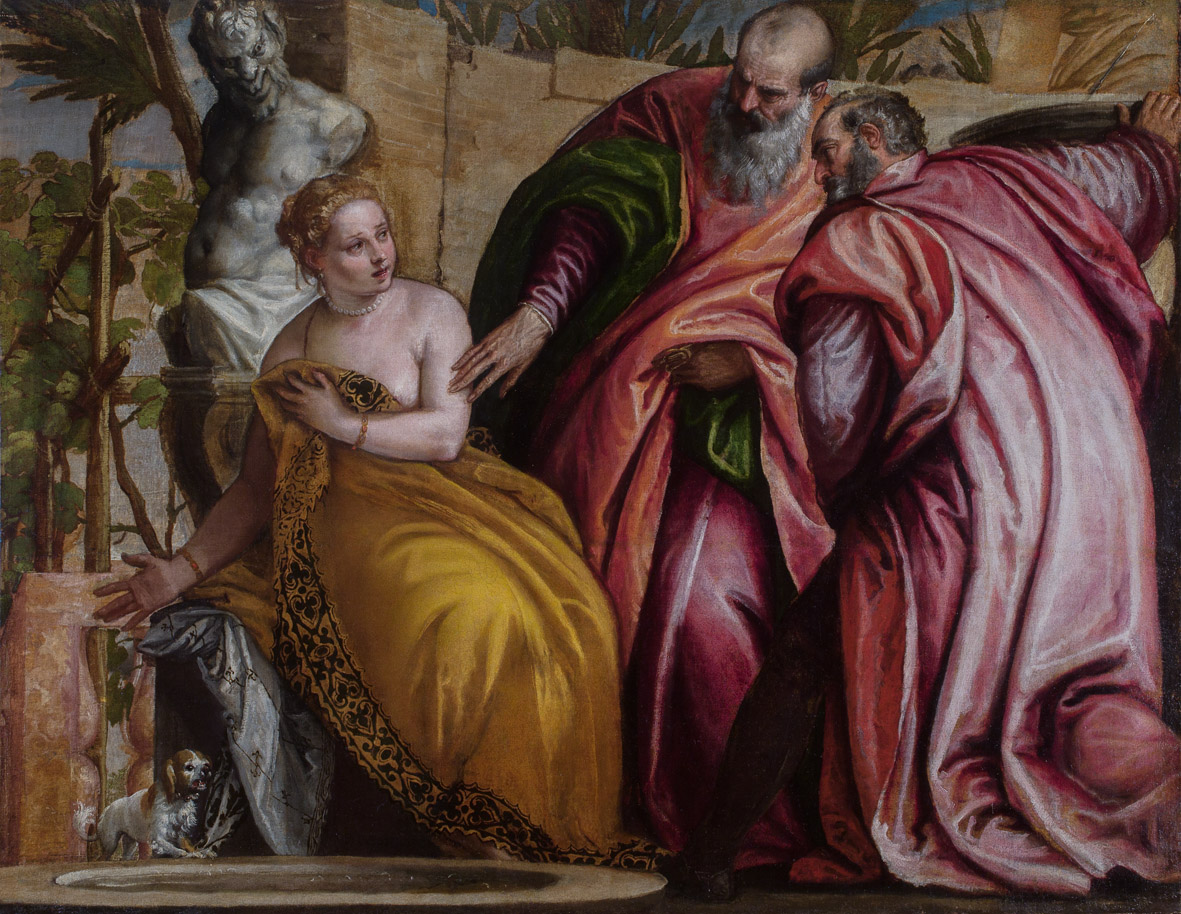
パオロ・ヴェロネーゼによる『スザンナと長老たち』。こちらはジェノヴァのストラーダ・ヌオーヴァ美術館（英語版）の白の宮殿（英語版）に所蔵されている
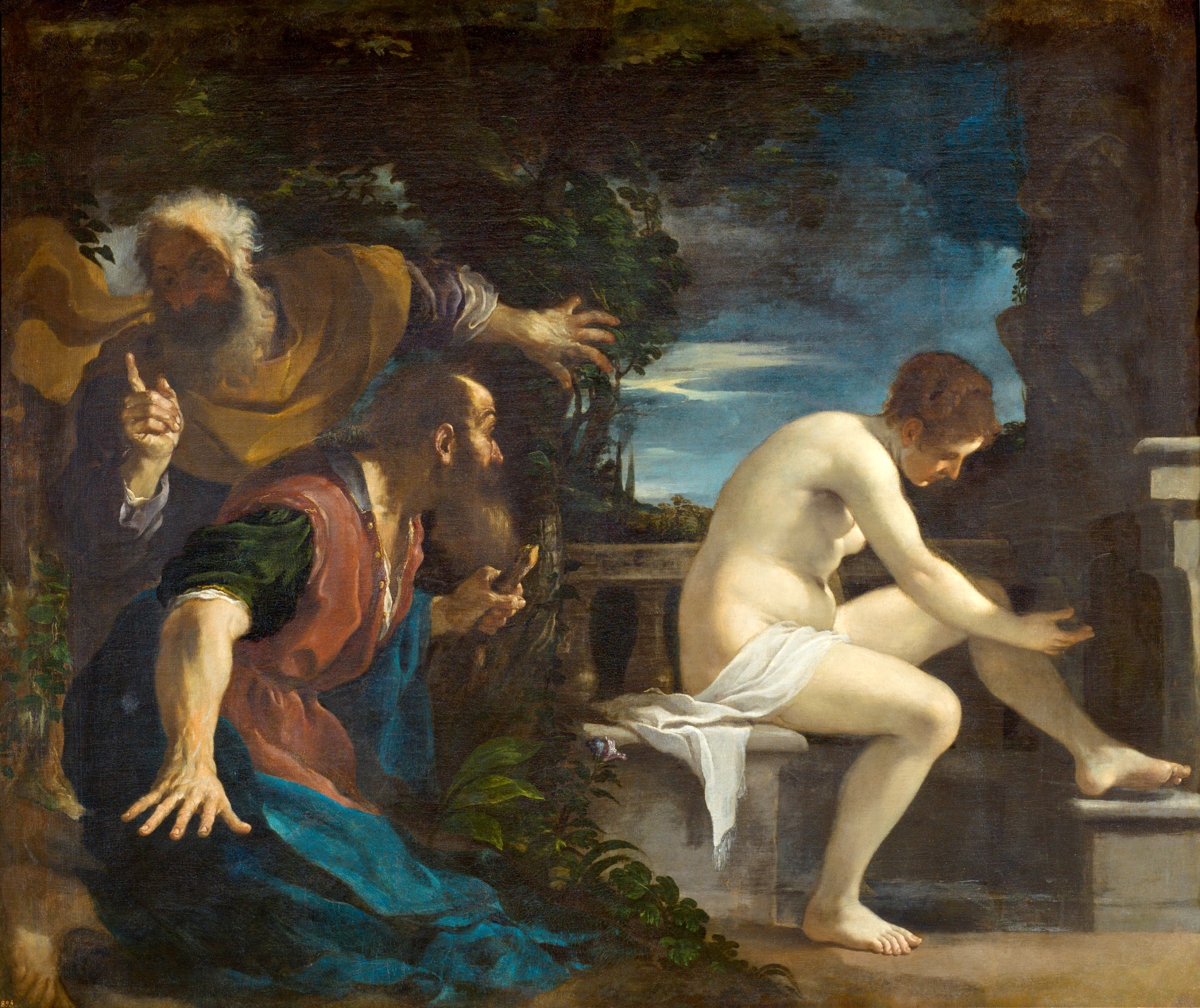
グエルチーノによる『スザンナと長老たち』